# Hydriomena brunnescens
Hydriomena brunnescens är en fjärilsart som beskrevs av Mcdunnough 1954. Hydriomena brunnescens ingår i släktet Hydriomena och familjen mätare. Inga underarter finns listade i Catalogue of Life.